# Americhernes neboissi
Espèce
Americhernes neboissi est une espèce de pseudoscorpions de la famille des Chernetidae.

## Distribution
Cette espèce est endémique du Victoria en Australie. Elle se rencontre vers Tolmie.

## Description
Le mâle holotype mesure 1,6 mm.

## Étymologie
Cette espèce est nommée en l'honneur d'Arturs Neboiss.

## Publication originale
- Harvey, 1990 : New pseudoscorpions of the genera Americhernes Muchmore and Cordylochernes Beier from Australia (Pseudoscorpionida: Chernetidae). Memoirs of Museum Victoria, vol. 50, no 2, p. 325-336 (texte intégral).